# Лівійська федерація футболу
Лівійська футбольна федерація (англ. Libiyan Football Federation, араб. الاتحاد الليبي لكرة القدم‎) — організація, що здійснює контроль та управління футболом у Лівії. Розташовується у Триполі. ЛФФ заснована у 1962 році, вступила до ФІФА  у 1964 році, а в КАФ — у 1965 році. 2005 року стала членом-засновником УНАФ. Федерація організує діяльність та управляє національною та молодіжними збірними. Під егідою федерації проводяться змагання у чемпіонаті країни. Жіночий футбол у Лівії  розвинений слабо.